# Oakland Raiders 1968
La stagione 1968 degli Oakland Raiders è stata la nona della franchigia nell'American Football League. Con un record di 12–2 la squadra vinse il suo secondo titolo di division consecutivo sotto la direzione del capo-allenatore al terzo anno John Rauch.
Questa stagione vide svilupparsi una crescente rivalità tra i Raiders e i New York Jets, guidati dalla stella Joe Namath. Le due formazioni si incontrarono due volte: nella stagione regolare ebbero la meglio i Raiders con una rimonta nel quarto periodo. La partita, divenuta nota come Heidi Game, rimane una delle più famose nella storia della AFL/NFL. Le due squadre si ritrovarono poi nella finale del campionato AFL 1968, furono i Jets ad avere la meglio per 27–23. I Jets vinsero poi a sorpresa contro i Baltimore Colts il Super Bowl III.
La stagione 1968 fu anche degna di nota per gli arrivi di George Atkinson, Art Shell e Ken Stabler. Tutti e tre avrebbero portato i Raiders alla vittoria del Super Bowl nel 1976. Inoltre, Shell nel 1989 e Stabler nel 2016, furono introdotti nella Pro Football Hall of Fame.

## Scelte nel Draft 1968
| Scelte dei Raiders nel Draft 1968 |                  |           |       |                  |
| Giro                              | Scelta           | Giocatore | Ruolo | College          |
| 1                                 | Eldridge Dickey  | 25        | WR    | Tennessee St.    |
| 2                                 | Ken Stabler      | 52        | QB    | Alabama          |
| 3                                 | Art Shell        | 80        | T     | Md-Eastern Shore |
| 4                                 | Charlie Smith    | 110       | RB    | Utah             |
| 5                                 | John Naponick    | 136       | T     | Virginia         |
| 7                                 | John Harper      | 168       | C     | Adams St.        |
| 7                                 | George Atkinson  | 190       | DB    | Morris Brown     |
| 9                                 | John Eason       | 244       | WR    | Florida A&M      |
| 10                                | Rick Owens       | 271       | DB    | Pennsylvania     |
| 11                                | Marv Hubbard     | 277       | RB    | Colgate          |
| 11                                | Chip Oliver      | 298       | LB    | USC              |
| 12                                | Larry Plantz     | 326       | FL    | Colorado         |
| 13                                | Larry Blackstone | 352       | RB    | Fairmont St.     |
| 14                                | Ray Carlson      | 379       | LB    | Hamline          |
| 15                                | Mike Leinert     | 406       | RB    | Texas Tech       |
| 16                                | David Morrison   | 433       | DB    | Texas St.        |
| 17                                | Steve Berry      | 460       | E     | Catawba          |

## Roster
| Roster degli Oakland Raiders nel 1968 |
| --- |
| Quarterback - 19 Cotton Davidson - 3 Daryle Lamonica Running Back - 40 Pete Banaszak - 35 Hewritt Dixon FB - 30 Roger Hagberg - 23 Charlie Smith - 22 Larry Todd Wide Receiver - 25 Fred Biletnikoff - 10 Eldridge Dickey - 82 John Eason - 89 Bill Miller - 41 John Roderick - 81 Warren Wells Tight End - 33 Billy Cannon - 88 Dave Kocourek Offensive Linemen - 70 Jim Harvey G - 62 Bob Kruse G - 00 Jim Otto C - 79 Harry Schuh T - 78 Art Shell T - 76 Bob Svihus T - 63 Gene Upshaw G Defensive Linemen - 53 Dan Birdwell DT - 83 Ben Davidson DE - 71 Al Dotson DT - 77 Ike Lassiter DE Linebacker - 50 Duane Benson - 48 Bill Budness - 55 Dan Conners - 61 Dave Ogas - 56 Chip Oliver - 34 Gus Otto Defensive Back - 43 George Atkinson FS - 21 Rodger Bird - 24 Willie Brown CB - 45 Dave Grayson S - 47 Kent McCloughan CB - 26 Nemiah Wilson CB Special Team - 16 George Blanda K - 11 Mike Eischeid P                                                                      |
| Legenda - I rookie sono in corsivo. - Il primo ruolo è il principale mentre gli eventuali successivi indicano i ruoli secondari. - (IR) sta per Injured Reserve ed indica la lista ristretta per un solo giocatore infortunato che può tornare ad allenarsi dopo la settimana 6 e a rientrare in prima squadra dopo che questa ha giocato 8 partite. - (NF-Inj.) / (NF-Ill.) stanno rispettivamente per Non-Football Injured e Non-Football Illness ed indicano le liste dove viene inserito un giocatore che ha un infortunio o una malattia non dipendente dal football americano. - (PUP) sta per Physically Unable to Perform ed indica la lista dove viene inserito un giocatore mentre è in attesa di recuperare la condizione fisica. Nella stagione regolare dopo la sesta partita giocata dalla propria squadra, il giocatore ha tempo tre settimane per riprendere ad allenarsi, più tre settimane aggiuntive dal suo rientro agli allenamenti per rientrare in prima squadra. |

## Calendario
| Stagione regolare |                            |           |
| Turno             | Avversario                 | Risultato |
| 1                 | at Buffalo Bills           | V 48–6    |
| 2                 | at Miami Dolphins          | V 47–21   |
| 3                 | at Houston Oilers          | V 24–15   |
| 4                 | Boston Patriots            | V 41–10   |
| 5                 | San Diego Chargers         | S 23–14   |
| 6                 | at Kansas City Chiefs      | S 24–10   |
| 7                 | Cincinnati Bengals         | V 31–10   |
| 8                 | Kansas City Chiefs         | V 38–21   |
| 9                 | at Denver Broncos          | V 43–7    |
| 10                | New York Jets (Heidi Game) | V 43–32   |
| 11                | at Cincinnati Bengals      | V 34–0    |
| 12                | Buffalo Bills              | V 13–10   |
| 13                | Denver Broncos             | V 33–27   |
| 14                | at San Diego Chargers      | V 34–27   |

### Playoff
| Turno            | Data             | Avversario         | Risultato |
| ---------------- | ---------------- | ------------------ | --------- |
| Playoff          | 22 dicembre 1968 | Kansas City Chiefs | V 41–6    |
| AFL Championship | 29 dicembre 1968 | at New York Jets   | S 27–23   |

## Classifiche
| AFL Western Division |    |    |   |      |     |     |     |     |
|                      | V  | S  | P | %    | DIV | PF  | PS  | STR |
| Oakland Raiders      | 12 | 2  | 0 | .857 | 6–2 | 453 | 233 | V8  |
| Kansas City Chiefs   | 12 | 2  | 0 | .857 | 7–1 | 371 | 170 | V5  |
| San Diego Chargers   | 9  | 5  | 0 | .643 | 5–3 | 382 | 310 | S2  |
| Denver Broncos       | 5  | 9  | 0 | .357 | 1–7 | 255 | 404 | S3  |
| Cincinnati Bengals   | 3  | 11 | 0 | .214 | 1–7 | 215 | 329 | S3  |

Nota: I pareggi non venivano conteggiati ai fini della classifica fino al 1972.